# Totte Wallin
Lars Torsten "Totte" Wallin, född 23 januari 1952 i Enköping, är en svensk sångare, musiker, komiker och programledare.

## Biografi
Totte Wallin albumdebuterade 1975 med När kulorna rullar, slog igenom med låten "Enköpingståge’" 1978 och var som mest aktiv under 1980-talet. Hans bluesinfluerade musik med gitarr och mjuka arrangemang kopplat med ironiska och humoristiska texter blev populära. "Ryska posten" och "Morronpasset" är två av hans mest kända låtar. Han gjorde flera egna krogshower på Berns och Bacchi Wapen i Stockholm, turnerade tillsammans med artister som bland andra Ola Magnell, Marie Bergman, Gösta Linderholm, Bosse Parnevik, Kryddan Peterson och Stellan Sundahl. 
I radio har han medverkat tillsammans med Kjell Alinge där han skrev låtar direkt för programmen Café midnatt, Asfaltstelegrafen och Eldorado samt i flera humorprogram, bland dem Charadio – Pratbubblor på slak lina 1985 och 60 sekunda minuter: Hur man kokar soppa på en torsdag (tillsammans med Stellan Sundahl, Kalle Oldby och Bengt Grafström). Under 00-talet medverkade han i Telespånarna i Sveriges Radio P4, han är också krönikör i Radio Uppland och hörs då och då i Studio ett i Sveriges Radio P1. Han skriver även krönikor för SNB.
Wallin medverkade i Sveriges Television som programledare för TV-programmen Videograttis 1986 och Totte på TV 1987, och har även medverkat i Snacka om nyheter med Stellan Sundahl samt varit programledare för Tee Time – Golfmagasinet i TV4. Han gjorde rösten åt räven i den tecknade filmen De vilda djurens flykt och spelade gymnastikläraren i TV-serien Studierektorns sista strid 1986.
Totte Wallin var den första mottagaren av Povel Ramels Karamelodiktstipendiet 1983.

## Diskografi (i urval)

### Album
- 1976 - När kulorna rullar  (med Marie Bergman och Finn Sjöberg)
- 1977 - Grand Canyon
- 1978 - Enköpingståge'
- 1980 - Kanotsyndromet
- 1981 - Gyllene noice
- 1983 - Wallins trampolin
- 1986 - Den lekfulla lögnen
- 1988 - Lilla Essingen Blues
- 1990 - Tottes klass: Låt stå!
- 1992 - Klas Klättermus och de andra djuren i Hackebackeskogen
- 1993 - Totte Wallin 1973–1993
- 1998 - Mmm blues
- 2000 - Totte Wallin: Guldkorn (samling)
- 2012 - Måla måla vatten

### Singlar
- 1980 - Morronpasset
- 1981 - Gyllene Noice
- 1981 - Stockholmsmelodi
- 1982 - Ge facket en chans
- 1983 - Kärleken är
- 1983 - Carolas farsa
- 1987 - En sång om solen
- 1988 - Lilla Essingen blues
- 1995 - För lite sex i politiken
- 1996 - Alla hatar alla
- 1997 - Golden Top

## Filmer och TV-serier (i urval)
- Räven i den tecknade TV-serien De vilda djurens flykt (efter Colin Danns bok Djuren i den gamla skogen)
- Gymnastikläraren i TV-serien Studierektorns sista strid (1986)